# Nationalgalerie Vilnius

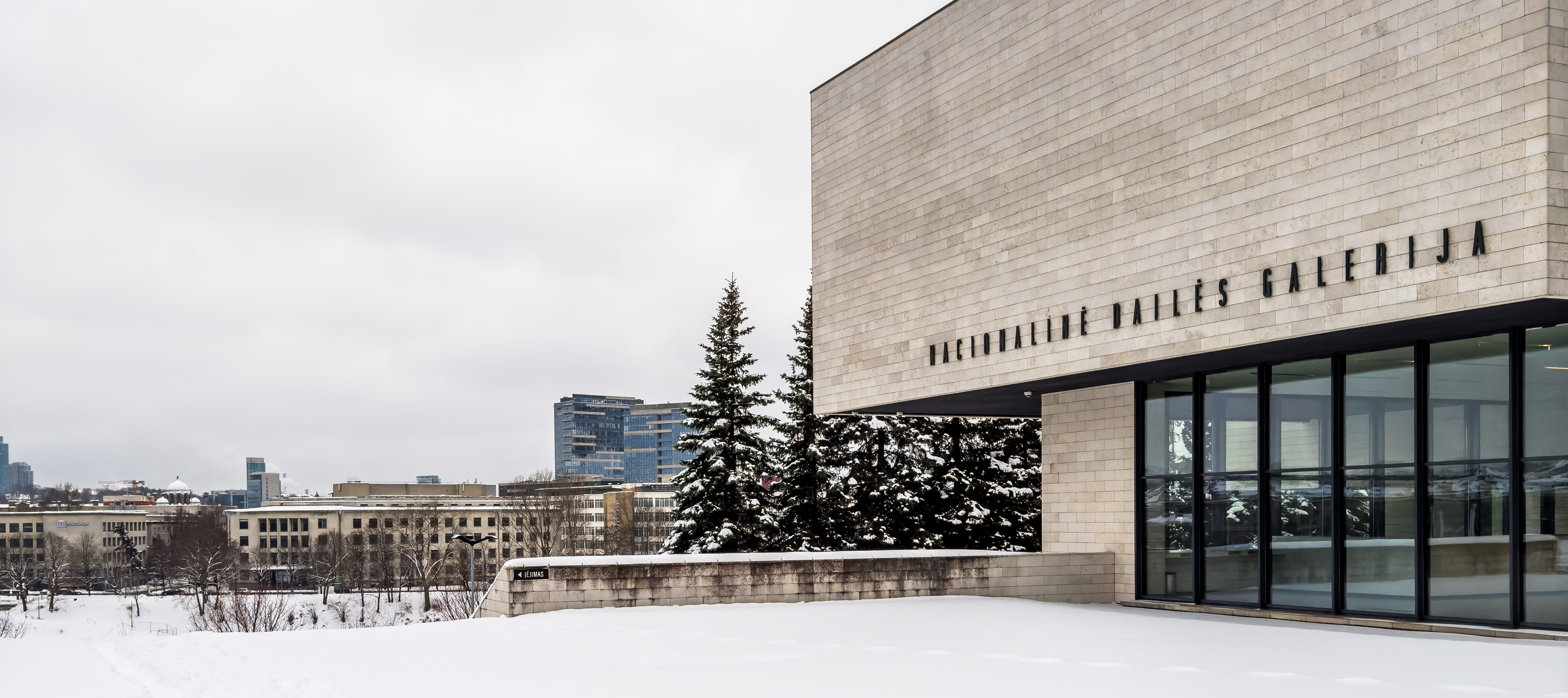
Nationalgalerie Vilnius, Aufnahme 2022.

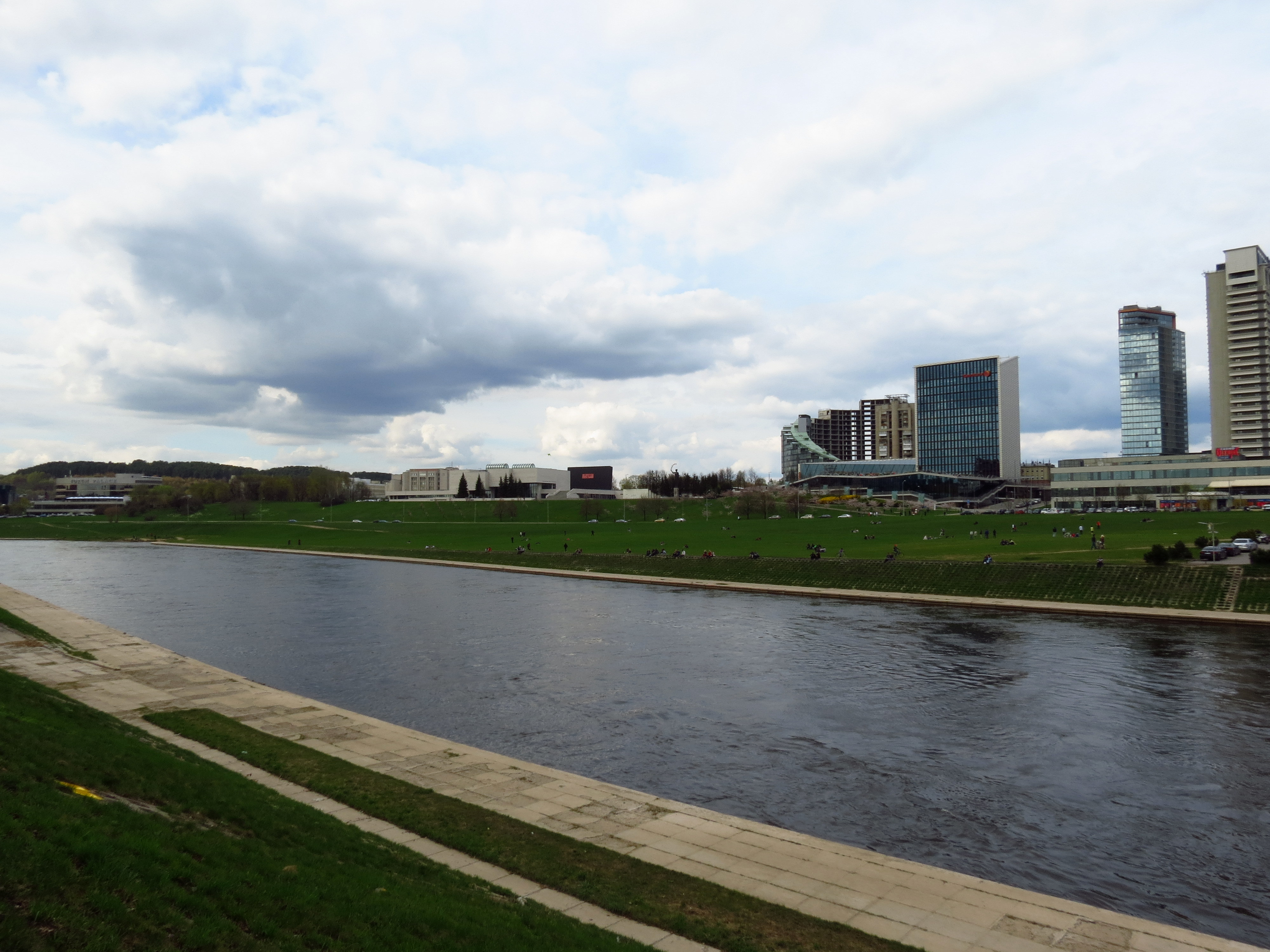
Lage der Nationalgalerie am Ufer der Neris, Aufnahme 2013.

Die Nationalgalerie Vilnius ist ein 2009 gegründetes Museum für litauische Kunst des 20. und 21. Jahrhunderts in Vilnius. Es ist Teil des Verbundes des Litauischen Kunstmuseums.

## Geschichte
In den Jahren 2003 bis 2006 erweiterte das Litauische Kunstmuseum seine Sammlung der Kunst des 20. und 21. Jahrhunderts um über 2400 Kunstwerke. Die meisten Werke wurden von Künstlern und deren Familien gestiftet oder aus anderen Institutionen transferiert. Das Museum erwarb darüber hinaus 120 Werke mit vom Kultusministerium bereitgestellten Finanzmitteln. Diese Sammlung sollte in der Folge eigenständig als Nationalgalerie präsentiert werden. Das neugeschaffene Museum sollte in dem 1968 nach Plänen des berühmten litauischen Architekten Gediminas Baravykas errichteten Bau am rechten Ufer der Neris, der im Geschäftsbezirk der litauischen Hauptstadt liegt, einziehen. Dieses Gebäude beherbergte ab 1980 bereits das LSSR Revolutionsmuseum und wurde zwischen 2005 und 2009 nach Plänen der Architekten Audrius Bučas, Darius Čaplinskas und Gintaras Kuginis renoviert. Es bietet über 10.000 Quadratmeter Fläche für die Nationalgalerie. Die Ausstattung des Vortragssaals mit einer modernen Bild- und Tonausstattung wurde vom Japanese Cultural Assistance Program gefördert.

## Sammlung

### Umfang der Sammlung
Die Sammlung der Nationalgalerie Vilnius umfasst Werke litauischer Künstler der ersten Hälfte des 20. Jahrhunderts, Werke der zweiten Hälfte des 20. Jahrhunderts, die von Künstlern geschaffen wurden, die mit ihren experimentellen und innovativen Kunstwerken der offiziellen Linie der sowjetischen Kunstszene widersprachen, und solche Kunstwerke, die in den 1990er- und 2000er-Jahren als Ausdruck einer dynamischen Nationalkultur nach Erlangen der Unabhängigkeit entstanden.

#### Erste Hälfte des 20. Jahrhunderts
Zu Beginn des 20. Jahrhunderts war Vilnius das Zentrum des künstlerischen Lebens in Litauen, das Teil des Zarenreichs war. Dort veranstaltete seit 1907 die Litauische Kunstgesellschaft Ausstellungen und in der Zeichenschule lernten unter anderem Jacques Lipchitz, Chaim Soutine, Lazar Segal und Michel Kikoïne. In der Sammlung der Nationalgalerie Vilnius ist diese Phase litauischer Kunst unter anderem mit Lev Antokolski, Stanisław Bohusz-Siestrzeńcewicz, Stanisław Jarocki, Sergei Juzhanin, Ivan Rybakov, Ferdynand Ruszczyc, Nikolai Sergeyev-Korobov, Kazimierz Stabrowski und Ivan Trutnyov vertreten. Zudem repräsentieren Petras Kalpokas, Adomas Varnas, Justinas Vienožinskis und Antanas Žmuidzinavičius die Teilnehmer der ersten nationalen Kunstausstellungen dieser Zeit. Stilistisch sind ihre Werke dem Realismus, Impressionismus, Symbolismus und der modernen Kunst zuzuordnen. Nach der Unabhängigkeit 1918 wurde Kaunas zur Hauptstadt und zum Zentrum der bildenden Kunst. Diese Phase ist mit Werken der Maler Vladas Didžiokas, Mstislavas Dobužinskis, Vladas Eidukevičius, Adomas Galdikas, Antanas Gudaitis, Antanas Samuolis, Kajetonas Sklėrius, Jonas Šileika, Stasys Ušinskas und Viktoras Vizgirda vertreten. Sie arbeiteten in einem impressionistischen, postimpressionistischen und national-romantischen Stil. In Vilnius, das zur von Polen annektierten Region gehörte, arbeiteten Künstler vor allem im Umfeld der Kunstfakultät der Stefan-Bartory-Universität. Von ihnen umfasst die Sammlung unter anderem Vladas Drėma, Bronisław Jamontt, Vytautas Kairiūkštis, Tymon Niesiołowski, Ludomir Sleńdziński und Aleksandre Szturman.
Die Skulptur der ersten Jahrhunderthälfte ist unter anderem durch Werken von Robertas Antinis, Bolesław Bałzukiewicz, Vincas Grybas, Rapolas Jachimavičius, Matas Menčinskas, Juozas Mikėnas, Bronius Pundzius, Petras Rimša, Antanas Vivulskis und Juozas Zikaras in der Sammlung repräsentiert. Die Sammlung von Zeichnungen und Druckgraphik dieser Zeit umfasst unter anderem Paulius Augius-Augustinavičius, Mečislovas Bulaka, Mikalojus Konstantinas Čiurlionis, Mstislavas Dobužinskis, Adomas Galdikas, Antanas Jaroševičius, Vytautas Kazimieras Jonynas, Vytautas Jurkūnas, Marcė Katiliūtė, Jonas Kuzminskis, Viktoras Petravičius, Ferdynand Ruszczyc und Jonas Steponavičius. Das Medium der Photographie ist mit den in Vilnius tätigen Jan Bułhak, Stanisław Fleury sowie Bolesława und Edmund Zdanowscy Teil der Sammlung.

#### Zweite Hälfte des 20. Jahrhunderts
Nach der sowjetischen Okkupation Litauens 1941 gingen viele Künstler ins Exil. Dieser Teil der litauischen Kunst ist mit Gemälden, Skulpturen und graphischen Arbeiten von Künstlern wie Paulius Augius-Augustinavičius, Alfonsas Dargis, Pranas Domšaitis, Albinas Elskus, Pranas Gailius, Adomas Galdikas, Vytautas Ignas, Vytautas Kazimieras Jonynas, Vytautas Kasiulis, Vytautas Kašuba, Petras Kiaulėnas, Pranas Lapė, Žibuntas Mikšys, Antanas Mončys, Vaclovas Ratas-Rataiskis, Vytas Sakalas, Magdalena Stankūnienė, Elena Urbaitytė, Telesforas Valius, Albertas Vesčiūnas, Romas Viesulas, Viktoras Vizgirda, Kęstutis Zapkus und Kazimieras Žoromskis in der Sammlung der Nationalgalerie vertreten. In Litauen selbst dominierte der offizielle Sozialistische Realismus, wobei ab den 1960er-Jahren litauische Künstler modernistische Tendenzen und ihre nationale Identität vermehrt in ihre Werke einfließen ließen. Die Sammlung umfasst Maler wie Antanas Gudaitis, Leonas Katinas, Vytautas Mackevičius und Algirdas Petrulis, die ihre Karrieren zur Jahrhundertmitte begannen. Die Malerei ab den 1960er-Jahren vertreten unter anderem Valentinas Antanavičius, Vytautas Ciplijauskas, Eugenijus Antanas Cukermanas, Kostas Dereškevičius, Silvestras Džiaukštas, Vincentas Gečas, Leonardas Gutauskas, Dalia Kasčiūnaitė, Linas Katinas, Vincas Kisarauskas, Algimantas Kuras, Antanas Martinaitis, Augustinas Savickas, Mindaugas Skudutis, Raimundas Sližys, Leopoldas Surgailis, Aloyzas Stasiulevičius, Arvydas Šaltenis, Jonas Švažas, Algimantas Švėgžda, Leonardas Tuleikis, Povilas Ričardas Vaitiekūnas und Sofija Veiverytė. Die Generation der ab den 1980er-Jahren tätigen Maler repräsentieren beispielsweise Jonas Gasiūnas, Rimvydas Jankauskas, Vilmantas Marcinkevičius, Ričardas Nemeikšis, Vygantas Paukštė, Audronė Petrašiūnaitė, Šarūnas Sauka, Mikalojus Šalkauskas und Arūnas Vaitekūnas.
Die Skulptur der zweiten Jahrhunderthälfte vertreten zuerst die noch in der Zwischenkriegszeit in die Kunstszene eingetretenen Bildhauer wie Petras Aleksandravičius, Robertas Antinis, Juozas Kėdainis und Jonas Mikėnas. Als Repräsentation der unterschiedlichen Tendenzen ab 1960 besitzt die Nationalgalerie unter anderem Skulpturen und Plastiken von Alfonsas Ambraziūnas, Robertas Antinis, Jr., Konstantinas Bogdanas, Algimantas Bosas, Ksenija Jeroševaitė, Gediminas Jokūbonis, Gediminas Karalius, Stanislovas Kuzma, Dalia Matulaitė, Petras Mazūras, Mindaugas Navakas, Leonas Strioga, Vytautas Šerys, Steponas Šarapovas, Šarūnas Šimulynas, Vladas Urbanavičius, Teodoras Kazimieras Valaitis, Vladas Vildžiūnas und Bronius Vyšniauskas. Die jüngere Generation, die ab etwa 1980 tätig wurde, repräsentieren etwa Algis Lankelis, Artūras Raila, Mindaugas Šnipas und Gediminas Urbonas. Die Druckgraphik und Buchillustrationen der  1950er-Jahre repräsentieren zum Beispiel Vytautas Jurkūnas, Antanas Kučas, Jonas Kuzminskis und Petras Rauduvė. Für die Zeit ab 1960 umfasst die graphische Sammlung der Nationalgalerie unter anderem Werke von Viktorija Daniliauskaitė, Irena Daukšaitė-Guobienė, Gražina Didelytė, Stasys Eidrigevičius, Rimtautas Gibavičius, Danutė Gražienė, Kęstutis Grigaliūnas, Eduardas Juchnevičius, Danutė Jonkaitytė, Vytautas Jurkūnas, Jr., Vytautas Kalinauskas, Stasys Krasauskas, Arvydas Každailis, Leonas Lagauskas, Bronius Leonavičius, Albina Makūnaitė, Lili Janina Paškauskaitė, Audrius Puipa, Petras Repšys, Edmundas Saladžius, Aldona Skirutytė, Birutė Stančikaitė, Jūratė Stauskaitė, Algirdas Steponavičius, Aspazija Surgailienė, Domicelė Tarabildienė, Vytautas Valius, Kęstutis Vasiliūnas, Mikalojus Povilas Vilutis, Birutė Žilytė und Alfonsas Žvilius. In der photographischen Sammlung der zweiten Jahrhunderthälfte finden sich beispielsweise Vytautas Balčytis, Violeta Bubelytė, Alfonsas Budvytis, Algimantas Kunčius, Vitas Luckus, Alvydas Lukys, Aleksandras Macijauskas, Remigijus Pačėsa, Romualdas Požerskis, Romualdas Rakauskas, Antanas Sutkus, Gintautas Trimakas, Artūras Valiauga und Rimaldas Vikšraitis.

#### Seit 1990
Die Kunstszene Litauens nach der Unabhängigkeit zeichnet sich durch die typische Vielfalt der globalen Kunstszene dieser Zeit aus. Seit dem Jahr 2000 wurde die Sammlung um Objekte, Photographien und Videoarbeiten von unter anderem der Group of Academic Preparation, Mindaugas Navakas, Česlovas Lukenskas, Gintaras Makarevičius, Deimantas Narkevičius, Audrius Novickas, Artūras Raila, Eglė Rakauskaitė, Svajonė Stanikas, Paulius Stanikas und Darius Žiūra ergänzt.

### Ständige Sammlungspräsentation

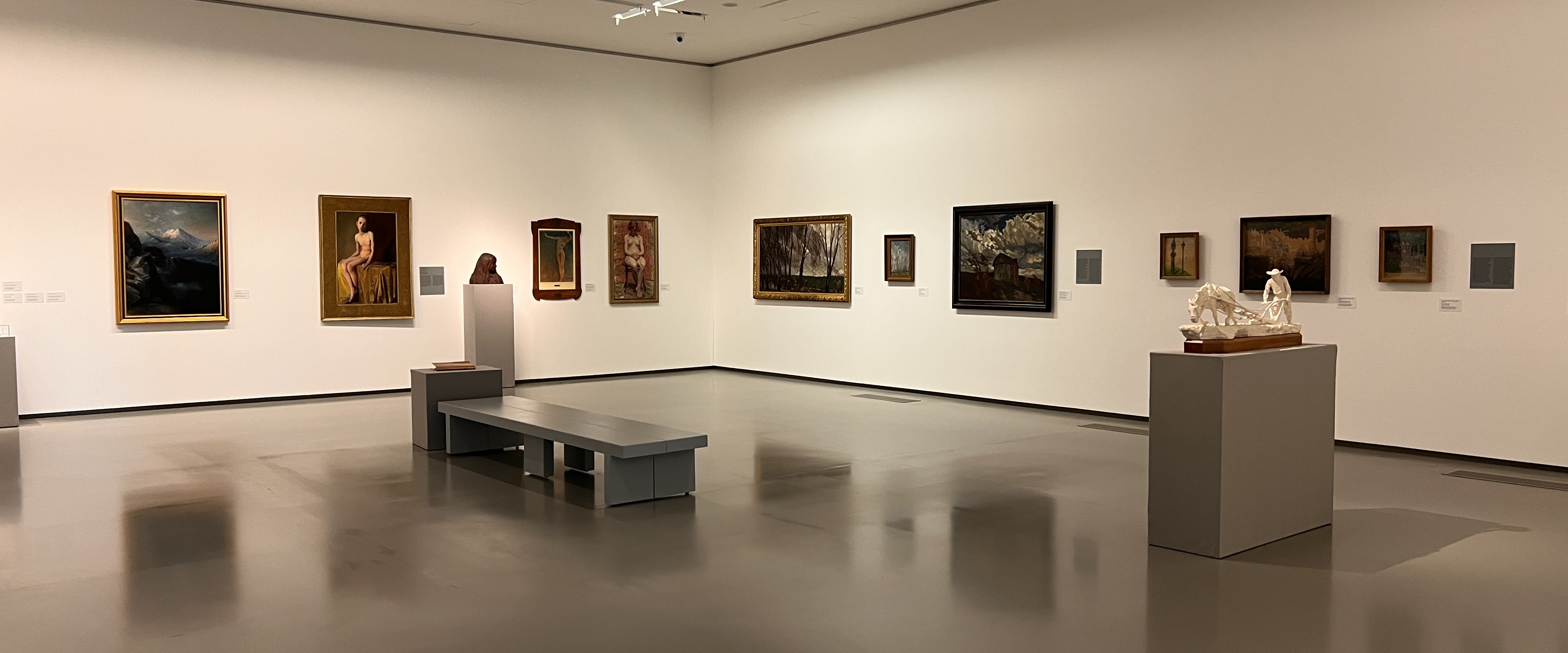
Ausstellungsraum mit einem Teil der ständigen Sammlung.

Die ständige Sammlungspräsentation ordnet sich thematisch und chronologisch. Sie beginnt mit der multinationalen Kunst des frühen 20. Jahrhunderts unter dem Titel An der Kreuzung der Zeiten und der Kunstschule Kaunas, die für die Prägung einer nationalen Kunsttradition in Litauen wichtig war, die unter dem Motto Lehrer und SChüler gezeigt wird. Es folgen die Sektionen Neue Kunst mit der expressiven modernistischen Kunst der Zwischenkriegszeit, Die große Tradition mit neoklassizistischen Werken und Kunst und Ideologie, in der die ausdrucksstärksten Werke des Sozialistischen Realismus präsentiert werden. Daran schließen sich unter den Titeln Wichtige Form und Zwischen Mythos und Realität Werke in der Tradition der Moderne der ersten Jahrhunderthälfte und der Avantgarde der 1970er- und 1980er-Jahre an. Mit der Präsentation von abstrakter und photorealistischer Kunst unter dem Titel Grenzen der Realität und der zeitgenössischen Kunst des ausgehenden 20. und 21. Jahrhunderts als Offene Arbeiten schließt die Dauerausstellung ab. In der temporären Ausstellungshalle und in weiteren Galerieräumen werden litauische und internationale Künstler zudem in Wechselausstellungen gezeigt.